# Могильный, Александр Геннадьевич
Алекса́ндр Генна́дьевич Моги́льный (род. 18 февраля 1969, Хабаровск) — советский и российский хоккеист, крайний нападающий, заслуженный мастер спорта СССР (1988, снято в 1989). Олимпийский чемпион 1988 года, чемпион мира 1989 года, обладатель Кубка Стэнли 2000 года. Член «Тройного золотого клуба» с 10 июня 2000 года. Член Зала хоккейной славы с 2025 года. 
Занимает 4-е место среди российских хоккеистов по числу голов (473) и четвёртое место по числу очков (1032) в регулярных чемпионатах НХЛ. Один из пяти российских хоккеистов, набравших более 1000 очков за карьеру. Первый российский хоккеист, ставший капитаном команды НХЛ.

## Биография
Родился в Хабаровске 18 февраля 1969 года, в простой советской семье. Рос вместе с братом. Родители не имели отношения к профессиональному спорту, но всячески старались развивать способности и таланты своих сыновей.
По воспоминаниям Могильного, папа с мамой всегда были очень привязаны к родной земле, во всех смыслах: всю жизнь прожили на Дальнем Востоке, вели свое небольшое фермерское хозяйство, держали коз и свиней. А они с братом с детства помогали им по хозяйству.
Начинал играть в турнирах «Золотая шайба». Первый тренер — Валерий Алексеевич Дементьев, который руководил дворовой командой «Юность».
Позже играл в юношеской команде СКА (Хабаровск), откуда в 15 лет попал в ЦСКА.
С 1986 по 1989 год играл в ЦСКА — 98 игр, 38 голов, 20 передач. Партнёрами Могильного в ЦСКА были Павел Буре и Сергей Фёдоров, Виктор Тихонов очень хотел сделать из них замену пятёрке Игоря Ларионова.
Серебряный призёр молодёжного чемпионата мира 1988 года. Могильный стал лучшим нападающим чемпионата (18 очков, 9+9, в 7 играх) и был включён в первый состав «всех звёзд» турнира. Чемпион мира среди молодёжи 1989 года.
Олимпийский чемпион 1988 года. Чемпион мира 1989 года. Лучший снайпер, бомбардир и нападающий молодёжного чемпионата мира 1988 года .
На драфте 1988 года был выбран в пятом раунде под общим 89-м номером командой «Баффало Сейбрз». 9 мая 1989 года 20-летний Могильный попросил политическое убежище в США, где получил разрешение на работу.
Первую игру в НХЛ провёл 5 октября 1989 года против «Квебек Нордикс» и отличился уже в первом выходе на лёд — на 20-й секунде матча.
Первые два сезона Могильный осваивался в НХЛ — привыкал к стилю игры и новым площадкам, учил английский язык. В сезоне 1991/92 «Баффало» взял в команду именитого новичка Пэта Лафонтейна, которого вместе с Дэйвом Андрейчуком поставили в одну тройку с Могильным. При помощи этих партнеров Могильный становится лидером клуба.
В сезоне 1992/93 Могильный забил 76 голов и разделил первое место в НХЛ по этому показателю с Теему Селянне. «Баффало Сейбрз» неплохо играл в Кубке Стэнли, но 6 мая Александр в третьей игре второго раунда против «Монреаль Канадиэнс» уже на 4-й минуте получил тяжелую травму (перелом голени правой ноги) и не смог больше помочь команде.
В сезоне 1993/94 на хоккейную площадку впервые вышел 27 октября в гостевой игре против «Калгари Флэймз», в которой забросил шайбу в большинстве и помог выиграть встречу со счётом 5:3.
Попал во вторую сборную «Всех звёзд» НХЛ в 1993 и 1996 годах. Играл в «Иатчах всех звёзд» НХЛ в 1992—94 и 1996 годах. Обладатель Кубка Стэнли 2000 года.
8 июля 1995 года был обменян из «Баффало Сейбрз» в «Ванкувер Кэнакс» вместе с правом выбора в пятом раунде драфта на Майкла Пеку, Майка Уилсона и право выбора в первом раунде драфта. 14 марта 2000 года обменян из «Ванкувер Кэнакс» на Брендана Моррисона и Дениса Педерсона в клуб «Нью-Джерси Девилз», с которым выиграл Кубок Стэнли.
3 июля 2001 года, имея статус свободного агента, подписал контракт с «Торонто Мейпл Лифс», а 17 августа 2005 года вернулся в «Нью-Джерси Девилз». Закончил карьеру в 2006 году.
9 ноября 2011 года сыграл за звёзд России в товарищеском матче против ветеранов «Локомотива» (5:4), забил буллит в игре.

### Побег
Много слухов и о побеге Могильного в состав «Баффало». В конце 1980-х годов во многих печатных изданиях СССР, таких как «Советский спорт», «Огонёк», «Аргументы и факты», появлялись различного рода статьи. Многие полагают, что скауты «Баффало» заранее подготовили побег. Что во время выступления ЦСКА в США после игры с «Баффало» был замечен человек, который выходил из раздевалки команды, потом его якобы видели в гостинице. Будто бы этот неизвестный передал Могильному конверт с инструкциями. Во время чемпионата мира-1989 в Швеции некоторые сотрудники гостиницы, где проживала сборная СССР по хоккею, неоднократно сообщали, что звонил мужчина с характерным американским акцентом. Также один из работников сообщил, что во время уборки номера, где жил Могильный, были замечены мужчины, тоже американцы. После побега Могильного почти весь состав сборной был допрошен следователями военной прокуратуры, поскольку Могильный имел воинское звание; расследование также проводили сотрудники КГБ.
В 2011 году, спустя 22 года после побега, Могильный в интервью «Спорт-Экспрессу» отметил, что побег не потребовал большого мужества, а также, что он уезжал из Москвы «нищим человеком», даже не имея квартиры:
 Я был олимпийским чемпионом, чемпионом мира, трёхкратным чемпионом СССР. При этом не имел даже метра жилья. Кому нужна такая жизнь? И эти грамоты с медалями?

### После СССР
Имеет двойное российско-американское гражданство. Разрешение побывать на родине Могильный получил лишь в 1994 году, уже после распада СССР.
Сыграл за национальную команду России в 1996 году на Кубке мира, после чего привлечь к играм за сборную его не смог даже Вячеслав Фетисов, собиравший всех лучших рoссийских хоккеистов для участия в Олимпийских играх 2002 года.
Член Правления Ночной хоккейной лиги, куратор конференции «Дальний Восток».
В конце марта 2023 г. покинул пост президента клуба «Амур», став его почётным президентом.

## Награды и заслуги
- Олимпийский чемпион 1988
- Чемпион мира 1989
- Медаль «За трудовое отличие» (1988)
- Обладатель Кубка Стэнли (2000)
- 3-кратный чемпион СССР: 1986—1987, 1987—1988, 1988—1989
- 6  матчей всех звёзд НХЛ: 1992, 1993, 1994, 1996, 2001[8], 2003[8]
- «Леди Бинг Трофи» (игроку-джентльмену), 2002-03
- с 10 июня 2000 года член тройного золотого клуба.
- Почётный знак «За заслуги перед Хабаровским краем» (2019)

Вошел в число претендентов на включение в Зал хоккейной славы в Торонто в 2022 году . Могильный становился претендентом в 2019 и 2020 годах.

## Статистика

### Клубная карьера
| 1986—1987   | ЦСКА Москва        | СССР        | 28  | 15  | 1   | 16   | 4   | —   | —  | —  | —  | —  |
| 1987—1988   | ЦСКА Москва        | СССР        | 39  | 12  | 8   | 20   | 14  | —   | —  | —  | —  | —  |
| 1988—1989   | ЦСКА Москва        | СССР        | 31  | 11  | 11  | 22   | 24  | —   | —  | —  | —  | —  |
| 1989—1990   | Баффало Сейбрз     | НХЛ         | 65  | 15  | 28  | 43   | 16  | 4   | 0  | 1  | 1  | 2  |
| 1990—1991   | Баффало Сейбрз     | НХЛ         | 62  | 30  | 34  | 64   | 16  | 6   | 0  | 6  | 6  | 2  |
| 1991—1992   | Баффало Сейбрз     | НХЛ         | 67  | 39  | 45  | 84   | 73  | 2   | 0  | 2  | 2  | 0  |
| 1992—1993   | Баффало Сейбрз     | НХЛ         | 77  | 76  | 51  | 127  | 40  | 7   | 7  | 3  | 10 | 6  |
| 1993—1994   | Баффало Сейбрз     | НХЛ         | 66  | 32  | 47  | 79   | 22  | 7   | 4  | 2  | 6  | 6  |
| 1994-95     | Спартак Москва     | МХЛ         | 1   | 0   | 1   | 1    | 0   | —   | —  | —  | —  | —  |
| 1994—1995   | Баффало Сейбрз     | НХЛ         | 44  | 19  | 28  | 47   | 36  | 5   | 3  | 2  | 5  | 2  |
| 1995—1996   | Ванкувер Кэнакс    | НХЛ         | 79  | 55  | 52  | 107  | 16  | 6   | 1  | 8  | 9  | 8  |
| 1996—1997   | Ванкувер Кэнакс    | НХЛ         | 76  | 31  | 42  | 73   | 18  | —   | —  | —  | —  | —  |
| 1997—1998   | Ванкувер Кэнакс    | НХЛ         | 51  | 18  | 27  | 45   | 36  | —   | —  | —  | —  | —  |
| 1998—1999   | Ванкувер Кэнакс    | НХЛ         | 59  | 14  | 31  | 45   | 58  | —   | —  | —  | —  | —  |
| 1999—2000   | Ванкувер Кэнакс    | НХЛ         | 47  | 21  | 17  | 38   | 16  | —   | —  | —  | —  | —  |
| 1999-00     | Нью-Джерси Девилз  | НХЛ         | 12  | 3   | 3   | 6    | 4   | 23  | 4  | 3  | 7  | 4  |
| 2000—2001   | Нью-Джерси Девилз  | НХЛ         | 75  | 43  | 40  | 83   | 43  | 25  | 5  | 11 | 16 | 8  |
| 2001—2002   | Торонто Мейпл Лифс | НХЛ         | 66  | 24  | 33  | 57   | 8   | 20  | 8  | 3  | 11 | 8  |
| 2002—2003   | Торонто Мейпл Лифс | НХЛ         | 73  | 33  | 46  | 79   | 12  | 6   | 5  | 2  | 7  | 4  |
| 2003—2004   | Торонто Мейпл Лифс | НХЛ         | 37  | 8   | 22  | 30   | 12  | 13  | 2  | 4  | 6  | 8  |
| 2005—2006   | Нью-Джерси Девилз  | НХЛ         | 34  | 12  | 13  | 25   | 6   | —   | —  | —  | —  | —  |
| 2005-06     | Олбани Ривер Рэтс  | АХЛ         | 19  | 4   | 10  | 14   | 17  | —   | —  | —  | —  | —  |
| Всего в НХЛ | Всего в НХЛ        | Всего в НХЛ | 990 | 473 | 559 | 1032 | 432 | 124 | 39 | 47 | 86 | 58 |

### В национальных сборных
| Год                  | Сборная              | Турнир               | Место                |    | И  | Г  | ГП | О  | Штр |
| -------------------- | -------------------- | -------------------- | -------------------- | -- | -- | -- | -- | -- | --- |
| 1987                 | СССР (мол.)          | МЧМ                  | DSQ                  | 6  | 3  | 2  | 5  | 4  |     |
| 1988                 | СССР (мол.)          | МЧМ                  |                      | 7  | 9  | 9  | 18 | 2  |     |
| 1988                 | СССР                 | ОИ                   |                      | 6  | 3  | 2  | 5  | 2  |     |
| 1989                 | СССР (мол.)          | МЧМ                  |                      | 7  | 7  | 5  | 12 | 4  |     |
| 1989                 | СССР                 | ЧМ                   |                      | 10 | 0  | 3  | 3  | 2  |     |
| 1996                 | Россия               | КМ                   |                      | 5  | 2  | 4  | 6  | 0  |     |
| Всего (мол.)         | Всего (мол.)         | Всего (мол.)         | Всего (мол.)         | 20 | 19 | 16 | 35 | 10 |     |
| Всего (осн. сборная) | Всего (осн. сборная) | Всего (осн. сборная) | Всего (осн. сборная) | 21 | 5  | 9  | 14 | 4  |     |